# Kelem Welega
Kelem Welega è una delle zone amministrative in cui è suddivisa la Regione di Oromia in Etiopia.

## Woreda
La zona è composta da 12 woreda:
1. Anfilo
2. Dale Sadi
3. Dale Wabera
4. Denbi Dollo town
5. Gawo Kebe
6. Gidami
7. Hawa Galan
8. Jimma Horo
9. Lalo Kile
10. Sayo
11. Sedi Chenka
12. Yama Logi Welel